# Platanthera taiwaniana
Platanthera taiwaniana là một loài thực vật có hoa trong họ Lan. Loài này được S.S. Ying miêu tả khoa học đầu tiên năm 1975.